# Jimmer Fredette
James Taft Fredette, detto Jimmer (Glens Falls, 25 febbraio 1989), è un ex cestista statunitense.

## Carriera
Dopo l'anno da senior, il quarto al college, nel quale ha tenuto una media incredibile di 28,2 punti a partita, 3,4 rimbalzi e 4,2 assist e in cui nella partita Brigham Young-New Mexico dell'11 marzo 2011 ha realizzato il record di punti per la sua università e quello assoluto per la stagione NCAA 2010-11 di 52 punti, portando BYU alla vittoria si è dichiarato eleggibile per il draft NBA. Nel draft NBA 2011 tenutosi al Prudential Center a Newark, New Jersey è stato selezionato dai Milwaukee Bucks al primo giro del draft con la decima scelta assoluta e subito dopo in seguito a una trade è stato girato ai Sacramento Kings.
Fredette è il leader di punti della Mountain West Conference di tutti i tempi ed è stato eletto Giocatore dell'Anno 2011 della lega NCAA Basketball.

### Sacramento Kings
Il 12 febbraio 2014 ha segnato 24 punti (15 dei quali nel secondo quarto) stabilendo il suo career high in NBA sia per punti segnati che per triple messe a segno (6 su 8 tentativi) in una partita vinta dai Sacramento Kings per 106-101, dopo un tempo supplementare, al Madison Square Garden contro i New York Knicks. Il 27 febbraio trova l'accordo per il buyout con i Sacramento Kings ed esce dal contratto diventando free-agent.

### Chicago Bulls, New Orleans Pelicans, New York Knicks e NBDL
Il 1º marzo 2014 firma con i Chicago Bulls un contratto che lo lega alla squadra dell'Illinois per tutto il resto della stagione.
Il 24 luglio firma per i New Orleans Pelicans.
L'anno seguente, dopo essere stato tagliato dagli Spurs dopo il training camp, il 31 ottobre 2015 viene scelto come seconda scelta assoluta al draft della D-League, venendo chiamato dai Westchester Knicks; non inizia però la stagione con il club affiliato ai New York Knicks in quanto l'11 novembre seguente torna nuovamente ai New Orleans Pelicans. Il 19 novembre viene tagliato. Tornato agli Westchester Knicks, vi rimane fino al 23 febbraio 2016 quando firma un contratto decadale coi New York Knicks, al termine del contratto non viene rifirmato, tornando in D-League.

### Shanghai Sharks
Nel 2016 firma un contratto con gli Shanghai Sharks dove nei due anni seguenti mantiene una media di più di 37 punti a partita che però non servono per essere richiamato da una franchigia NBA. Il 9 ottobre 2018, contro gli Houston Rockets in preseason, mette a segno 41 punti con il 40% dal campo. In quella partita la metà dei tiri della squadra cinese sono stati effettuati da lui. Il 12 novembre 2018, mette a referto 75 punti con 7 su 10 da tre punti. Nonostante questo la sua squadra perde lo stesso il match.

### Phoenix Suns
Il 21 marzo 2019 firma un contratto biennale con i Phoenix Suns tornando a far parte della rosa di una franchigia NBA dopo più di 3 anni di assenza.

### Panathīnaïkos
Dopo essere stato nel mirino dei Golden State Warriors, il 15 luglio 2019 si trasferisce in Europa al Panathīnaïkos.

## Statistiche

### College
| Anno      | Squadra     | PG  | PT  | MP   | TC%  | 3P%  | TL%  | RP  | AP  | PRP | SP  | PP   |
| --------- | ----------- | --- | --- | ---- | ---- | ---- | ---- | --- | --- | --- | --- | ---- |
| 2007-2008 | BYU Cougars | 35  | 0   | 18,5 | 40,7 | 33,6 | 85,4 | 1,1 | 1,7 | 0,8 | 0,1 | 7,0  |
| 2008-2009 | BYU Cougars | 33  | 32  | 33,0 | 48,0 | 38,2 | 84,7 | 3,0 | 4,1 | 1,5 | 0,1 | 16,2 |
| 2009-2010 | BYU Cougars | 34  | 33  | 31,1 | 45,8 | 44,0 | 89,2 | 3,1 | 4,7 | 1,2 | 0,1 | 22,1 |
| 2010-2011 | BYU Cougars | 37  | 37  | 35,8 | 45,2 | 39,6 | 89,4 | 3,4 | 4,3 | 1,3 | 0,0 | 28,9 |
| Carriera  | Carriera    | 139 | 102 | 29,6 | 45,5 | 39,4 | 88,2 | 2,6 | 3,7 | 1,2 | 0,1 | 18,7 |

### NBA

#### Regular Season
| Anno      | Squadra          | PG  | PT | MP   | TC%  | 3P%  | TL%  | RP  | AP  | PRP | SP  | PP  |
| --------- | ---------------- | --- | -- | ---- | ---- | ---- | ---- | --- | --- | --- | --- | --- |
| 2011-2012 | Sacramento Kings | 61  | 7  | 18,6 | 38,6 | 36,1 | 83,3 | 1,2 | 1,8 | 0,5 | 0,0 | 7,6 |
| 2012-2013 | Sacramento Kings | 69  | 0  | 14,0 | 42,1 | 41,7 | 85,9 | 1,0 | 1,3 | 0,4 | 0,0 | 7,2 |
| 2013-2014 | Sacramento Kings | 41  | 0  | 11,3 | 47,5 | 49,3 | 89,5 | 1,1 | 1,5 | 0,3 | 0,1 | 5,9 |
| 2013-2014 | Chicago Bulls    | 8   | 0  | 7,0  | 44,8 | 36,4 | 100  | 0,9 | 0,4 | 0,0 | 0,0 | 4,0 |
| 2014-2015 | N.O. Pelicans    | 50  | 0  | 10,2 | 38,0 | 18,8 | 95,6 | 0,8 | 1,2 | 0,3 | 0,0 | 3,6 |
| 2015-2016 | N.O. Pelicans    | 4   | 0  | 3,3  | 25,0 | 0,0  | -    | 0,0 | 0,3 | 0,3 | 0,0 | 0,5 |
| 2015-2016 | N.Y. Knicks      | 2   | 0  | 2,5  | 100  | 100  | 80,0 | 0,0 | 0,0 | 0,0 | 0,0 | 3,5 |
| 2018-2019 | Phoenix Suns     | 6   | 0  | 10,8 | 27,6 | 0,0  | 100  | 1,2 | 1,3 | 0,5 | 0,0 | 3,7 |
| Carriera  | Carriera         | 241 | 7  | 13,3 | 40,9 | 37,2 | 87,9 | 1,0 | 1,4 | 0,4 | 0,0 | 6,0 |

### G League
| Anno      | Squadra        | PG | PT | MP   | TC%  | 3P%  | TL%  | RP  | AP  | PRP | SP  | PP   |
| --------- | -------------- | -- | -- | ---- | ---- | ---- | ---- | --- | --- | --- | --- | ---- |
| 2015-2016 | Westch. Knicks | 40 | 39 | 35,8 | 45,8 | 41,1 | 90,4 | 4,4 | 5,0 | 1,8 | 0,2 | 21,1 |
| Carriera  | Carriera       | 40 | 39 | 35,8 | 45,8 | 41,1 | 90,4 | 4,4 | 5,0 | 1,8 | 0,2 | 21,1 |

#### Playoffs
| Anno     | Squadra        | PG | PT | MP   | TC%  | 3P%  | TL%  | RP  | AP  | PRP | SP  | PP   |
| -------- | -------------- | -- | -- | ---- | ---- | ---- | ---- | --- | --- | --- | --- | ---- |
| 2016     | Westch. Knicks | 2  | 2  | 38,8 | 48,5 | 75,0 | 88,9 | 4,0 | 4,0 | 1,0 | 0,0 | 23,0 |
| Carriera | Carriera       | 2  | 2  | 38,8 | 48,5 | 75,0 | 88,9 | 4,0 | 4,0 | 1,0 | 0,0 | 23,0 |

### Eurolega
| Anno      | Squadra       | PG | PT | MP   | TC%  | 3P%  | TL%   | RP  | AP  | PRP | SP  | PP   |
| --------- | ------------- | -- | -- | ---- | ---- | ---- | ----- | --- | --- | --- | --- | ---- |
| 2019-2020 | Panathīnaïkos | 27 | 24 | 21,3 | 47,4 | 41,7 | 95,5* | 2,1 | 1,8 | 0,8 | 0,0 | 12,9 |
| Carriera  | Carriera      | 27 | 24 | 21,3 | 47,4 | 41,7 | 95,5  | 2,1 | 1,8 | 0,8 | 0,0 | 12,9 |

## Palmarès

### Squadra
- Campionato greco: 1

Panathīnaïkos: 2019-20
- FIBA 3x3 American 2022

### Individuale
- NCAA John R. Wooden Award (2011)
- NCAA Naismith Men's College Player of the Year Award (2011)
- NCAA AP Player of the Year (2011)
- NCAA AP All-America First Team (2011)
- All-NBDL Second Team (2016)